# Samuel Purchas
Samuel Purchas (Thaxted, c. 1575 - Londres, 1626) fue un religioso e historiador inglés, autor de una amplia recopilación de relatos sobre viajes. 
Estudió en el St John's College de la universidad de Cambridge; habiendo recibido las órdenes religiosas, fue clérigo de Purleigh en 1601, vicario de Eastwood entre 1604 y 1613, capellán del arzobispo de Canterbury George Abbot en 1614 y desde ese mismo año hasta su muerte rector de la iglesia de St. Martin's, en Ludgate.  En 1615 fue admitido en la universidad de Oxford con el grado de Bachelor of Divinity.

## Obras
Contemporáneo y émulo de Richard Hakluyt y depositario de su biblioteca, compuso la mayor parte de sus escritos, a la manera de aquel, con una copiosa recopilación de relatos sobre viajes llevados a cabo por exploradores europeos en todo el mundo, incluyendo traducciones de fuentes españolas y portuguesas; tras las primeras ediciones de sus libros, ninguno de estos fue reimpreso hasta 1905. 
- Purchas, his Pilgrimage or Relations of the World and the Religions observed in all Ages (1613);
- Purchas, his Pilgrim. Microcosmus, or the histories of Man. Relating the wonders of his Generation, vanities in his Degeneration, Necessity of his Regeneration, (1619);
- Hakluytus Posthumus or Purchas his Pilgrimes, contayning a History of the World in Sea Voyages and Lande Travells, by Englishmen and others (4 vols.), (1625), continuación de la obra de Hakluyt.

Aunque en ocasiones fue calificado como imprudente, descuidado y poco riguroso en sus escritos, sus recopilaciones son valiosas por ser frecuentemente las únicas fuentes de información sobre determinados episodios de la era de los descubrimientos. Frecuentemente es mencionado como consumado viajero, aunque toda su vida transcurrió en el entorno de su ciudad natal.

## Enlaces
- Algunas de sus obras accesibles en línea en Online books page y Internet Archive (inglés).

- Datos: Q921942
- Multimedia: Samuel Purchas / Q921942